# Crisis ideológica
Crisis ideológica, desde el punto de vista del materialismo histórico, es la coyuntura de cambios en una superestructura ideológica que está desfasada con respecto a las condiciones materiales de las relaciones de producción o estructura económica y social.
Si la ideología es el lubricante que permite mantener fluidas las relaciones sociales, proporcionando el mínimo consenso social necesario mediante la justificación del predominio de las clases dominantes y del poder político, su inadecuación a nuevas condiciones o el surgimiento de ideologías alternativas que compitan con ella; producen un aumento de la tensión social (lucha de clases) que contribuye a la crisis de un modo de producción y su transición al siguiente.
Además de crisis de alcance más limitado, los máximos ejemplos de crisis ideológica coincidieron con las grandes crisis seculares:
- El desprestigio de la religión romana, la filosofía y el arte clásicos durante la crisis del siglo III, que acabó produciendo su sustitución por el cristianismo, el neoplatonismo, agustinismo y el arte medieval.
- La crisis de la escolástica a partir de su máximo con Tomás de Aquino en el siglo XIII.
- La crisis del siglo XIV verá cómo además de la economía, la sociedad y el poder político, el edificio justificativo del orden feudal se tambalea: Duns Scoto y Guillermo de Occam anticipan los cambios que traerá el Renacimiento en el siglo XV, y en el siglo XVI la Reforma.
- La crisis de la conciencia europea que, en expresión de Paul Hazard, sacudió el ambiente intelectual coincidiendo con el final de la crisis del siglo XVII, el asentamiento de la ciencia moderna y el anticipo de la Ilustración.

No debe confundirse el concepto con el de Revolución científica, que tiene su propia dinámica de relaciones entre ciencia, tecnología y sociedad (CTS), sujeta a la influencia de estructura económico-social y superestructura político-ideológica.